# Sibley (Dakota del Nord)
Sibley és una població dels Estats Units a l'estat de Dakota del Nord. Segons el cens del 2000 tenia 46 habitants.

## Demografia
Segons el cens del 2000, Sibley tenia 46 habitants, 23 habitatges, i 14 famílies. La densitat de població era de 444 hab./km².
Dels 23 habitatges en un 21,7% hi vivien nens de menys de 18 anys, en un 47,8% hi vivien parelles casades, en un 13% dones solteres, i en un 39,1% no eren unitats familiars. En el 34,8% dels habitatges hi vivien persones soles el 17,4% de les quals corresponia a persones de 65 anys o més que vivien soles. El nombre mitjà de persones vivint en cada habitatge era de 2 i el nombre mitjà de persones que vivien en cada família era de 2,57.
Per edats la població es repartia de la següent manera: un 19,6% tenia menys de 18 anys, un 8,7% entre 18 i 24, un 8,7% entre 25 i 44, un 30,4% de 45 a 60 i un 32,6% 65 anys o més.
L'edat mediana era de 55 anys. Per cada 100 dones de 18 o més anys hi havia 105,6 homes.
La renda mediana per habitatge era de 20.469 $ i la renda mediana per família de 17.500 $. Els homes tenien una renda mediana de 18.750 $ mentre que les dones 22.500 $. La renda per capita de la població era d'11.327 $. Entorn del 14,3% de les famílies i el 15,4% de la població estaven per davall del llindar de pobresa.

## Poblacions més properes
El següent diagrama mostra les poblacions més properes.